# سهامدار کنشگر
سهامدار کنشگر کسیست که از سهام یک ابرشرکت به منظور وارد کردن فشار عمومی بر مدیریت آن استفاده می‌کند. اهداف سهام‌داران کنشگر امور مالی (افزایش ارزش سهامدار از طریق تغییرات در سیاست ابرشرکت، ساختار مالی، کاستن از هزینه و غیره) تا غیر مالی (عدم سرمایه‌گذاری از کشورهای خاص، اتخاذ سیاست‌های محیط زیست‌گرایی) است.
سهامداران کنشگر سرشناس:
- کارل آیکان
- کرک کرکوریان[۴]
- آلکسی ناوالنی